# Cyclische Verbindungen

Actinomycin D, eine makrocyclische Verbindung mit mehreren großen und kleinen, homocyclischen aromatischen und heterocyclischen Ringen

Chemische Verbindungen werden als cyclische Verbindungen (auch zyklische Verbindungen) bezeichnet (von altgriechisch κύκλος kýklos „Kreis“, latinisiert cyclus), wenn zumindest ein Teil der sie bildenden Atome im Molekül so miteinander verknüpft ist, dass einer oder mehrere Ringe ausgebildet werden. 
Hauptsächlich treten cyclische Strukturen bei kohlenstoffhaltigen organischen Verbindungen auf, sie können jedoch auch bei anorganischen Verbindungen vorkommen. Werden große Ringe mit einer hohen Anzahl an beteiligten Atomen ausgebildet, wird von makrocyclischen Verbindungen gesprochen. Im Gegensatz dazu haben acyclische Verbindungen einen ausschließlich kettenförmigen Aufbau. 
Ringförmige Verbindungen können durch geeignete Cyclisierungsreaktionen (Ringschluss-Reaktionen) hergestellt werden.

## Homocyclische und heterocyclische Verbindungen

λ-Schwefel, ein anorganisches, homocyclisches Molekül (aus acht Schwefelatomen).

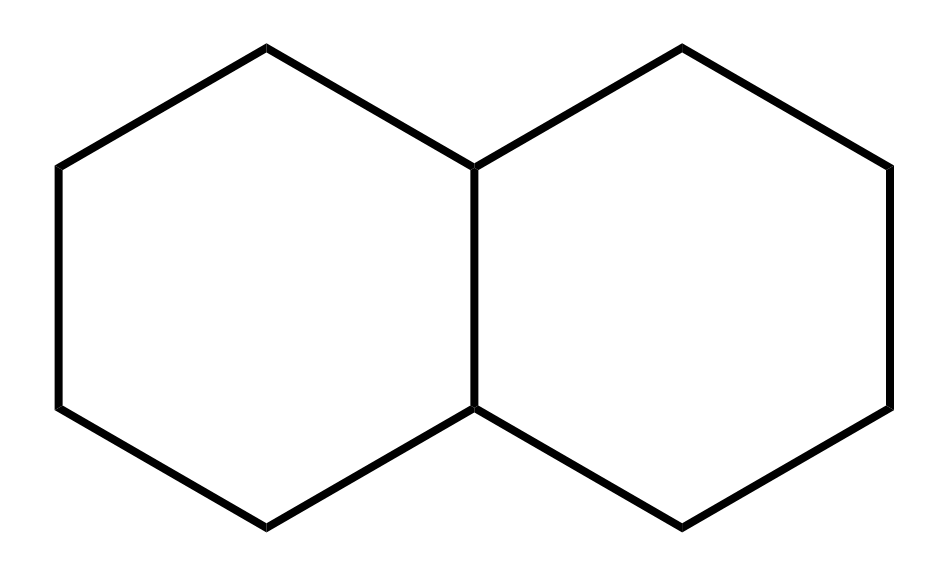
Dekalin, ein organisches carbocyclisches Molekül, zugleich ein Bicyclus (= zwei Ringe).

Glucose, ein organisches, heterocyclisches Molekül. Heteroatom im Ring ist ein Sauerstoffatom.

Bei homo- oder isocyclischen Verbindungen besteht der Ring nur aus Atomen desselben Elementes. Ein klassisches Beispiel für eine anorganische homocyclische Verbindung ist der λ-Schwefel, der kronenförmige Ringe aus 8 Schwefelatomen bildet.
Verbindungen, deren ringbildenden Atome ausschließlich Kohlenstoffatome sind, werden carbocyclische Verbindungen (Carbocyclen) genannt. Die einfachste Verbindung dieser Klasse ist das Cyclopropan C3H6, das zu den Cycloalkanen gehört. Weitere Beispiele für carbocyclische Moleküle sind: Cyclohexan, welches zur Nylonproduktion benötigt wird, Naphthalin, welches früher in Mottenkugeln verwendet wurde und Benzol, das die Klopffestigkeit von Benzin erhöht.
Wenn in mindestens einem Ring des gesamten Moleküls ein Heteroatom enthalten ist, wird von einer heterocyclischen Verbindung gesprochen. Heterocyclen spielen in biologischen Prozessen eine wichtige Rolle. Alltägliche Beispiele hierfür sind etwa das Coffein und das Nicotin. Heterocyclen kommen aber auch in der DNA und Farb- sowie Geruchsstoffen vor. Zu den anorganischen Heterocyclen gehören Metaphosphate, Metakieselsäuren und Borazin.

## Nomenklatur nach Anzahl der Ringe
- Monocyclische Verbindungen oder Monocyclen sind cyclische Verbindungen, die nur einen einzelnen Ring enthalten. Sie werden in der chemischen Nomenklatur mit der Vorsilbe Cyclo- bezeichnet.
Beispiele hierfür sind Cyclohexan oder Cyclooctatetraen. Häufig werden aromatische oder heterocyclische Verbindungen jedoch mit Eigennamen wie Benzol oder Melamin bezeichnet.

- Polycyclische Verbindungen oder Polycyclen sind Verbindungen, die aus mehreren Ringen bestehen. Ihre Nomenklatur ist sehr kompliziert und hängt von der Art und Weise ab, in der die Ringe verknüpft sind.
Beispiele: Anthracen, Phenanthren, Pyren
  - Für Polycyclen, die aus zwei Ringen bestehen, ist auch die Bezeichnung Bicyclus bzw. bicyclische Verbindung gebräuchlich.
Beispiele: Dekalin,  Naphthalin
  - Sind mehrere Ringe an zwei Brückenkopfatomen verknüpft, spricht man von verbrückten bicyclischen Verbindungen.
Beispiel: Norbornan
  - Zwei direkt benachbarte Ringe mit einer gemeinsamen Bindung werden auch als kondensiertes oder anelliertes Ringsystem bezeichnet.

## Nomenklatur nach funktionellen Gruppen
Cyclische Ester werden als Lactone bezeichnet. Cyclische Carbonsäureamide bilden die Stoffgruppe der Lactame. Cyclische Sulfonsäureamide werden Sultame genannt. Lactole sind cyclische Halbacetale bzw. Halbketale.
Aromaten (oder Arene) bilden ein cyclisches Strukturmotiv aus konjugierten Doppelbindungen, die eine besondere Stabilität aufweisen. Besitzen sie mehrere aromatische Ringstrukturen, werden sie in die Gruppe der polycyclischen aromatischen Kohlenwasserstoffe (PAK) eingeteilt. Alicyclische Verbindungen sind ringförmige Kohlenwasserstoffe, die nicht den Aromatizitätskriterien genügen.
Spiroverbindungen sind polycyclische organische Verbindungen, deren Ringe nur an einem Atom verbunden sind. Catenane enthalten mindestens zwei kettenartig verschlungene Ringe, Rotaxane einen Ring, der von einem hantelförmigen Molekül durchdrungen ist.

## Beispiele von Monocyclen nach Anzahl der Ringatome
Im Laborjargon wird oft von einem „Dreiring“, „Vierring“ usw. gesprochen. Hierbei wird eine Aussage über die Anzahl der Ringatome getroffen, nicht aber über die Art der Atome (beispielsweise Kohlenstoff oder Heteroatome) oder die den Ring bildenden funktionellen Gruppen.
Dreiring
- Cyclopropan, Oxirane

Vierring
- Cyclobutan, β-Lactame, β-Lactone

Fünfring
- Cyclopentan, Furan, Furanosen, γ-Butyrolacton

Sechsring
- Benzol, Cyclohexan, Phenol, Piperidin, Pyran, Pyranosen, Pyridin, Schwefel (Cyclohexaschwefel)

Siebenring
- Caprolactam, Caprolacton, Cycloheptan, Diazepine, Schwefel (Cycloheptaschwefel), Tropolone

Achtring
- Cyclooctan, Oktogen, Schwefel (Cyclooctaschwefel)